# Nina Hoss
Nina  Hoss (Stuttgart, 1975. július 7. –) német színésznő.

## Életpályája
1995-ben kezdett el színészetet tanulni a berlini Ernst Busch Színművészeti Főiskolán.
Thomas Langhoff 1998-ban szerződtette a berlini Deutsches Theaterbe.
2011-ben a 61. Berlini Nemzetközi Filmfesztivál versenyzsűrijének tagja lett.

## Magánélet
Hoss Berlinben, a Prenzlauer Bergben él, és Alex Silva brit zenei producer felesége.
2004-ben és 2010-ben Nina Hosst a Zöldek delegálták a Szövetségi Gyűlésbe a szövetségi elnökválasztásra.

## Filmográfia

### Mozi
| Év   | Eredeti cím                             | Magyar cím                           | Szerep           | rendező                            |
| ---- | --------------------------------------- | ------------------------------------ | ---------------- | ---------------------------------- |
| 1996 | Und keiner weint mir nach               |                                      | Marilli Kosemund | Joseph Vilsmaier                   |
| 1998 | Liebe deine Nächste!                    |                                      |                  | Detlev Buck                        |
| 1998 | Feuerreiter                             | Tűzlovas                             | Marie Rätzer     | Nina Grosse                        |
| 1999 | Der Vulkan                              |                                      |                  | Ottokar Runze                      |
| 2002 | Nackt                                   | Meztelenkedés                        | Charlotte        | Doris Dörrie                       |
| 2002 | Epsteins Nacht                          | Epstein éjszakája                    | Paula            | Urs Egger                          |
| 2005 | Die weiße Massai                        | Afrikai szeretők                     | Carola           | Hermine Huntgeburth                |
| 2006 | Hannah                                  |                                      |                  | Erica von Moeller                  |
| 2006 | Elementarteilchen                       | Elemi részecskék                     | Jane             | Oskar Roehler                      |
| 2007 | Yella                                   |                                      | Yella            | Christian Petzold                  |
| 2007 | Das Herz ist ein dunkler Wald           |                                      | Marie            | Nicolette Krebitz                  |
| 2008 | Die Frau des Anarchisten                | Az anarchista felesége               | Lenin            | Marie Noëlle és Peter Sehr         |
| 2008 | Anonyma – Eine Frau in Berlin           | Egy berlini nő - Anonyma             | Anonyma          | Max Färberböck                     |
| 2009 | Jerichow                                |                                      | Laura            | Christian Petzold                  |
| 2010 | Wir sind die Nacht                      | Mi vagyunk az éjszaka                | Louise           | Dennis Gansel                      |
| 2011 | Fenster zum Sommer                      | Ablak a nyárra                       | Juliane Kreisler | Hendrik Handloegten                |
| 2012 | Barbara                                 |                                      | Barbara Wolff    | Christian Petzold                  |
| 2013 | Gold                                    |                                      | Emily Meyer      | Thomas Arslan                      |
| 2014 | A Most Wanted Man                       | Az üldözött                          | Erna Frey        | Anton Corbijn                      |
| 2014 | Phoenix                                 | Phoenix bár                          | Nelly Lenz       | Christian Petzold                  |
| 2016 | Geschichte einer Liebe – Freya          |                                      | Freya von Moltke | Antje Starost                      |
| 2017 | Return to Montauk                       |                                      | Rebecca Epstein  | Volker Schlöndorff                 |
| 2019 | Pelikanblut                             | Pelikánvér                           | Wiebke           | Katrin Gebbe                       |
| 2019 | Das Vorspiel                            |                                      | Anna Bronsky     | Ina Weisse                         |
| 2020 | Schwesterlein                           |                                      | Lisa             | Stéphanie Chuat, Véronique Reymond |
| 2022 | The Contractor]]                        | A bérkatona                          | Katia            | Tarik Saleh                        |
| 2022 | Tár                                     |                                      |                  | Todd Field                         |
| 2023 | Erwarte nicht zu viel vom Ende der Welt | Ne várjatok túl sokat a világvégétől | Doris Goethe     | Radu Jude                          |
| 2024 | TLangue Étrangère                       |                                      | Susanne          | Claire Burger                      |
| 2025 | Zikaden                                 |                                      | Isabell          | Ina Weisse                         |

### Televízió
| Év        | Eredeti cím                      | Magyar cím                  | Szerep              | rendező             |
| --------- | -------------------------------- | --------------------------- | ------------------- | ------------------- |
| 1996      | Das Mädchen Rosemarie            | A kis Rosemarie             | Rosemarie Nitribitt | Bernd Eichinger     |
| 2000      | Die Geiseln von Costa Rica       |                             | Kiki                | Uwe Janson          |
| 2002      | Toter Mann                       | Halott ember                | Leyla               | Christian Petzold   |
| 2003      | Wolfsburg                        |                             | Laura Reiser        | Christian Petzold   |
| 2004      | Bloch – Schwestern               |                             | Lilly               | Edward Berger       |
| 2014–2017 | Homeland, 12 epizód              | Homeland – A belső ellenség |                     |                     |
| 2019      | Criminal, 3. epizód Claudia      | Criminal: Németország       | Claudia Hartmann    | Oliver Hirschbiegel |
| 2020      | Schatten der Mörder – Shadowplay | A legyőzött                 | Elsie Garten        |                     |
| 2022      | Tom Clancy’s Jack Ryan           | Jack Ryan                   | Alena Kovac         |                     |

## Fordítás
- Ez a szócikk részben vagy egészben  a   Nina  Hoss című német Wikipédia-szócikk fordításán alapul.  Az eredeti cikk szerkesztőit annak laptörténete sorolja fel. Ez a jelzés csupán a megfogalmazás eredetét és a szerzői jogokat jelzi, nem szolgál a cikkben szereplő információk forrásmegjelöléseként.